# Ostružná
Ostružná là một làng thuộc huyện Jeseník, vùng Olomoucký, Cộng hòa Séc.